# Euphorbia chamaecaula
Euphorbia chamaecaula là một loài thực vật có hoa trong họ Đại kích. Loài này được Weath. mô tả khoa học đầu tiên năm 1910.